# Edmund Veesenmayer
Edmund Veesenmayer (né le 12 novembre 1904 à Bad Kissingen et mort le 24 décembre 1977 à Darmstadt) est un officier SS (SS-Brigadeführer) et un criminel de guerre allemand . Il a contribué de manière significative à la Shoah en Hongrie et en Croatie. Subordonné d'Ernst Kaltenbrunner et de Joachim von Ribbentrop, il a travaillé avec Adolf Eichmann. Après la guerre, il a été jugé et reconnu coupable de crimes de guerre et condamné à 20 ans de prison. 

## Jeunesse
Veesenmayer était le fils du professeur d'école Franz Xaver Veesenmayer d'Oberstaufen à Kempten (Allgäu). De 1923 à 1926, il étudia les sciences politiques à Munich, où il obtint un doctorat en sciences politiques en 1928. Après, il enseigna à l'Institut politico-économique de l'université technique de Munich pendant quatre ans. 

## Carrière nazie
Veesenmayer rejoignit le Parti nazi (NSDAP) en novembre 1932 et les SS en 1934. Cette année-là, il obtint un poste au Bureau des affaires économiques d'Hitler à Berlin. Avant l'échec du putsch nazi en Autriche, il avait travaillé à rassembler sur une même ligne des fractions rivales du parti nazi autrichien interdit, à forcer la démission du chancelier Schuschnigg et à établir des liens économiques clés entre l'Autriche et l'Allemagne. Pour cet effort, il a fut promu SS-Standartenführer en mars 1938. Son travail suivant consista à démembrer la Tchécoslovaquie et à soumettre la Slovaquie de Jozef Tiso à l'Allemagne nazie en mars 1939. En août de la même année, il travailla à la collecte d'informations à Dantzig où il travailla sur diverses mesures destinées à exacerber les tensions entre la Pologne et l'Allemagne. Pour ces efforts, il reçut la Croix de Danzig de seconde classe. Il rejoignit des cercles d'affaires influents, se faisant de nombreux amis haut placés. De mars 1940 à juillet 1943, il fut chargé de pousser les Irlandais, restés neutres, contre la Grande-Bretagne.  Début 1941, il est attaché au personnel diplomatique allemand à Zagreb. Il y arrangea, avec Ustashe Slavko Kvaternik la proclamation de l'État indépendant de Croatie, quatre heures avant l'entrée des Allemands dans la ville. Pavelic n'avait que deux souhaits, rapporta Veesenmayer à Berlin: obtenir la reconnaissance allemande de la Croatie et deuxièmement, d'avoir une occasion de remercier Hitler en personne et de lui promettre « de vivre et de mourir pour le Führer ». Veesenmayer joua un rôle important dans la persécution et le meurtre des juifs croates et serbes. Il fut impliqué dans une opération de renversement du gouvernement hongrois en 1944. Le 15 mars 1944, il fut promu SS-Brigadeführer et est devenu plénipotentiaire du Reich en Hongrie après l'occupation allemande, de mars à  octobre de la même année où il a été engagé dans des activités antisémites et impliqué dans la Solution finale. 
Dans un télégramme daté du 13 juin 1944, il déclara au ministère des Affaires étrangères: « transportez des Juifs des Carpates et de l'espace Transylvanie ... avec un total de 289 357 Juifs dans 92 trains complets de 45 voitures ». Le 15 juin 1944, Veesenmayer déclara à Ribbentrop dans un télégramme que quelque 340 000 Juifs avaient été livrés au Reich. Il a également annoncé qu'après le règlement final de la question juive, le nombre de Juifs hongrois déportés atteindrait 900 000. 

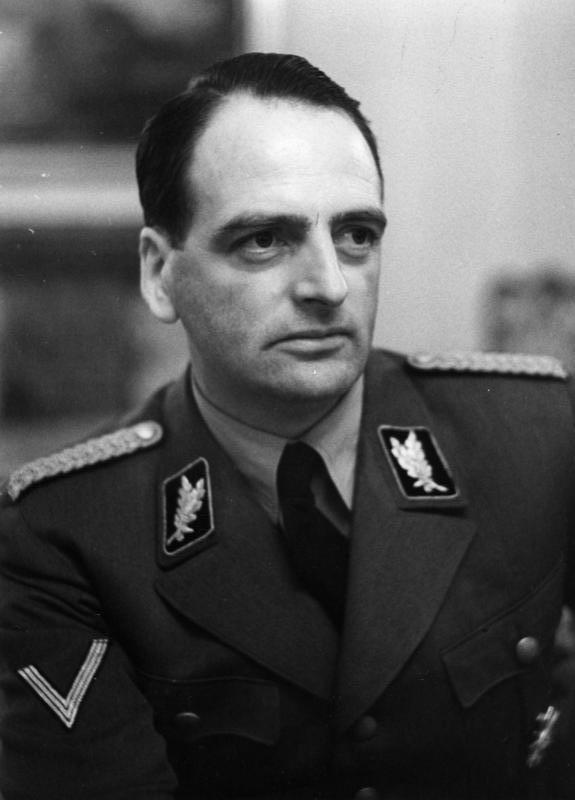
Edmund Veesenmayer en 1938

## Procès pour crimes de guerre
Lors du procès des Ministères en 1949, Veesenmayer a été condamné à 20 ans de prison pour crimes contre l'humanité, esclavage et appartenance à une organisation criminelle. La peine fut réduite à 10 ans en 1951. Il fut libéré le 16 décembre de la même année, grâce à l'intervention du haut-commissaire américain en Allemagne,. 

## Après sa libération
Après sa libération, entre 1952 et 1955, Veesenmayer travailla à Téhéran comme représentant pour Toepfer, un fabricant de machines agricoles . De retour en Allemagne il travailla comme représentant général pour la société de Roubaix  Pennel & Flipo. En 1961, il fut cité comme témoin de la défense au procès Eichmann. À la fin de sa vie, il a vécu à Darmstadt, où il est mort en 1977. 